# ライン・オブ・デューティ 汚職特捜班
『ライン・オブ・デューティ 汚職特捜班』（ライン・オブ・デューティ おしょくとくそうはん、原題：Line of Duty）は、2012年から2021年までイギリス・BBCで制作・放送されたテレビドラマ（刑事ドラマ）。全6シーズン・36回。
警察内部の汚職を摘発する特捜班「AC-12」の活躍を濃厚かつ骨太に描き大ヒットした。日本ではNetflix、WOWOW、FOD、BS11などで字幕版で放送された。

## あらすじ
テロ対策班に所属する若手刑事のスティーヴ・アーノットは、誤射事件の隠蔽指示を拒否した事から、汚職特捜班に異動させられる。汚職特捜班は、通称“AC-12”と呼ばれ、警察内部で不正に手を染める警察官たちを取り締まる部署であった。
アーノットは、同僚のフレミングや上司のヘイスティングス警視と共に、汚職警察官たちを追い詰めていく。

## キャスト
- スティーヴ・アーノット：マーティン・コムストン[2][3]
- ケイト・フレミング：ヴィッキー・マクルア[2]
- テッド・ヘイスティングス：エイドリアン・ダンバー[4]

主なゲスト
- トニー・ゲイツ：レニー・ジェームズ（第1シーズン）
- ジャッキー・ラヴァティー：ジーナ・マッキー（第1シーズン）
- ジュールズ・ゲイツ：ケイト・アシュフィールド（第1シーズン）
- トミー・ハンター：ブライアン・マッカーディー（第1・2シーズン）
- リンゼイ・デントン：キーリー・ホーズ（第2・3シーズン）
- ダニエル・ウォルドロン：ダニエル・メイズ（第3シーズン）
- ジョー・ナッシュ：ジョナス・アームストロング（第3シーズン）
- ジル・ビゲロー：ポリー・ウォーカー（第3・5シーズン）
- ロズ・ハントリー：タンディ・ニュートン（第4シーズン）
- ニック・ハントリー：リー・イングルビー（第4シーズン）
- ジョン・コーベット：スティーヴン・グレアム（第5シーズン）
- パトリシア・カーマイケル：アンナ・マックスウェル・マーティン（第5・6シーズン）
- ジョアン・デヴィッドソン：ケリー・マクドナルド（第6シーズン）